# 明の星女子短期大学
明の星女子短期大学（あけのほしじょしたんきだいがく、英語: Akenohoshi Women's Junior College）は、埼玉県さいたま市緑区大牧770に本部を置いていた日本の私立大学である。1971年に設置され、2003年に廃止された。大学の略称は明の星。

## 概要

### 大学全体
- 埼玉県さいたま市緑区に所在した日本の私立短期大学で、設置主体は学校法人明の星学園。
- 2学科で入学総定員80名体制で1971年に開学[2][3][4]。
- 1999年入学生より1学科2専攻となり、2001年度の入学生を最後に[注釈 1]、2003年に短期大学としての使命を終える[5]。

### 教育および研究
- 明の星女子短期大学は英語やフランス語をベースとした語学教育に力をいれており、同時に一般教育科目として「キリスト教概説」と称した宗教科目があった。
- 「英語圏の文明と文化」と題した研修がアメリカで、「フランス語圏の文明と文化」と称した研修がカナダでそれぞれ行われていた。

### 学風および特色
- 明の星女子短期大学は「Florete, Flores！」（フロレテ・フロレス＝花よ、花咲け）がモットーに、カトリック教育を通した人格教育を行っていたところに特色がある[6]。
- 関係宗教法人は聖母被昇天修道女会[7]。
- 「学園バザール」と題したイベントが概ね10月中旬頃に行われていた[8]。
- 「クリスマスの集い」と題したイベントが催されていた[8]。

## 沿革
- 1937年 明の星学園が創設される。
- 1971年
  - 1月27日 左記を以て文部省[注 2]より短期大学の設置が認可される[9]。
  - 4月1日 左記を以て明の星女子短期大学が以下の学科体制にて開学する[10]。
    - 英語科[注 3]
    - 仏語科[注 4]
- 1985年
  - 4月1日 左記を以て入学定員を以下の通り変更する[13]。
    - 英語科 50[14][15]→80[16][17][注 5]
    - 仏語科 30[15]→40[16][17][注 6]
- 1999年
  - 4月1日 英語科と仏語科の学生募集を停止[注 7]。替わりに国際コミュニケーション学科を以下の2専攻を含めて設置する[20][注 8]。
    - 英語専攻 入学定員80名　
    - フランス語専攻 入学定員40名
- 2001年
  - 4月1日 当年度を以て学生募集が最後となる[注釈 1]。
- 2003年
  - 9月30日 左記を以て正式に廃止[5]。

## 基礎データ

### 所在地
- 埼玉県さいたま市緑区大牧770[25]

## 教育

### 組織

#### 学科[注 9]
- 国際コミュニケーション学科[注 10]
  - 英語専攻[注 11]
  - 仏語専攻[注 12]

過去の学科体制
- 英語科[注 14]
- 仏語科[注 15]

#### 専攻科
- なし

#### 別科
- なし

#### 取得資格について
- かつて、中学校教諭二種免許状が設置されていた[28]
  - 英語：かつて、英語専攻の前身である英語科にて。
  - フランス語：かつて、仏語専攻の前身である仏語科にて設置されていた[28][注釈 2]。

### 学園祭
- 明の星女子短期大学の学園祭は、単に「文化祭」と呼ばれ、概ね11月中旬に行われていた[8]。

## 施設

### キャンパス
- 設備：学園創立50周年を記念してジュビリーホールが設置された。ほか、チャペル・カフェテリア・図書館（当時の所蔵数はおよそ42,000冊となっていた）などがあった[29]。
- 当時、JR武蔵野線東浦和駅から徒歩利用することになっていた[30]。

### 寮
- なし

## 対外関係

### 他大学との協定

#### カナダ
- ケベック大学

#### アメリカ
- リヴィエ大学

### 系列校
- 青森明の星短期大学
- 浦和明の星女子中学校・高等学校

## 卒業後の進路について

### 編入学・進学実績
- 英語科：埼玉大学・獨協大学・中央大学・共立女子大学・杏林大学・上智大学・清泉女子大学・大東文化大学・鶴見大学・文教大学・武蔵大学・明治大学ほか。
- 仏語科：お茶の水女子大学・青山学院大学・白百合女子大学・明治学院大学・立教大学ほか。